# Samper de Calanda
Samper de Calanda is een gemeente in de Spaanse provincie Teruel in de regio Aragón met een oppervlakte van 142,80 km². Samper de Calanda telt 845 inwoners (1 januari 2016).
Albalate del Arzobispo · Azaila · Castelnou · Híjar · Jatiel · La Puebla de Híjar · Samper de Calanda · Urrea de Gaén · Vinaceite